# Каллиано (провинция Тренто)
Каллиано (итал. Calliano) — коммуна в Италии, располагается в провинции Тренто области Трентино-Альто-Адидже.
Население коммуны, на 01.01.2023 года, составляло 2050 человек, плотность населения ─ 201 чел./км². Коммуна занимает площадь 10,2 км². Почтовый индекс — 38060. Телефонный код — 0464.
Покровителем коммуны почитается святой Лаврентий, празднование 10 августа.

## Демография
Динамика населения:

## Города-побратимы
- Каллиано, Италия
- Кальян, Франция

## Администрация коммуны
- Официальный сайт: http://www.comune.calliano.tn.it/ Архивная копия от 25 января 2010 на Wayback Machine